# Fina Birulés i Bertran
Fina Birulés i Bertran (Girona, 29 de març de 1956) és una filòsofa catalana que va ser professora de Filosofia Contemporània a la Universitat de Barcelona (UB) entre els anys 1979 i 2020. Ha estat també professora visitant a les universitats de Puerto Rico, Xile, Parma, Florència i Viena. La seva tasca de recerca s'ha articulat al voltant de dos nuclis: subjectivitat política, història i acció; i qüestions de teoria feminista i estudi de la producció filosòfica femenina, amb especial atenció a l'obra de Hannah Arendt i d'altres filòsofes del segle xx, activitat que va desenvolupar en el marc del Seminari Filosofia i Gènere-ADHUC des que l'any 1990 va contribuir a la seva fundació dins de la UB.

## Trajectòria
Birulés és traductora de diverses obres de filosofia contemporània, autora de nombrosos assajos i editora de volums col·lectius sobre el pensament de pensadores contemporànies com Filosofía y género, El género de la memoria, En torno a Hannah Arendt, amb Manuel Cruz, i Pensadoras del Siglo XX. Aportaciones al pensamiento filosófico y político i Lectoras de Simone Weil, ambdós amb Rosa Rius.
Entre les seves publicacions més recents destaquen Una herencia sin testamento: Hannah Arendt (Herder, 2007), Entreactes. Entorn del pensament, la política i el feminisme (El Trabucaire, 2014), on defineix el feminisme com «la igualtat de drets i no la homogeneïtzació o la mera assimilació», i Hannah Arendt: el món en joc (Arcàdia, 2023). amb tot, ha tractat de mostrar que el feminisme és també indeslligable de la interrogació teòrica i política entorn de la llibertat i de la diferència.
Fou companya sentimental de Maria Mercè Marçal. El Govern de la Generalitat de Catalunya li va concedir la Creu de Sant Jordi l'11 d'abril de 2017 i el mateix any va obtenir el Premi Bones Pràctiques de Comunicació no Sexista, de l'Associació de Dones Periodistes de Catalunya per la qualitat en la investigació en teoria feminista i en l'estudi de la producció filosòfica femenina.